# Talk Talk Talk
"Talk Talk Talk" foi primeiro single do álbum Secret Codes and Battleships do cantor australiano Darren Hayes, lançado em 2011.

## Composição
A música foi escrita por Darren Hayes e o compositor sueco Carl Falk, sendo mixada por Robert Orton, em Londres. A faixa apresenta um estilo synth-pop moderno, com uma letra sentimental. 

## Lançamento
O single e o videoclipe da música foram lançados mundialmente em junho de 2011. O single foi lançado em compacto simples e por download digital, contendo o b-side "Angel", um cover da cantora Madonna.

## Videoclipe
O clipe é uma obra de arte audiovisual, sendo baseado na capa do novo álbum do cantor, feita pelo designer John Gilsenan. 
Foi escrito e dirigido por Richard Cullen com a colaboração dos animadores e produtores Andrew Philip e Gavin Elder, sendo uma representação em movimento do universo do novo álbum.

## Single Digital
- Versão Principal

1. Talk Talk Talk - 3:39
2. Angel - 4:18

- Remixes 1

1. Talk Talk Talk (Extended Mix)
2. Talk Talk Talk (7th Heaven Mix)
3. Talk Talk Talk (Club Junkies Mix)
4. Out Of Talk (Hall And Oates Mix)

- Remixes 2

1. Talk Talk Talk (Album Version)
2. Talk Talk Talk (Fred Falke Mix)
3. Talk Talk Talk (Penguin Prison Mix)
4. Talk Talk Talk (Video)

- Vinil 7" (Compacto simples)

1. Talk Talk Talk (Album Version)
2. Talk Talk Talk (Acoustic Version)

## Paradas musicais
| Parada semanal (2011)    | Posição |
| ------------------------ | ------- |
| Australia Singles Chart  | 79      |
| Australian Artists Chart | 8       |